# Zephyr I (schip, 1973)
De Zephyr I was een halfafzinkbaar boorplatform dat in 1973 werd gebouwd door Bethlehem Steel in Beaumont voor Storm Drilling en A.P. Moller. Het Zephyr-ontwerp van Breit bestaat uit twee parallelle pontons met elk vier kolommen met daarop het werkdek. De vier kolommen op de hoeken waren daarbij groter dan de vier binnenste. Naar dit ontwerp werden nog drie platforms gebouwd.
In 1980 werd het verkocht aan Ocean Drilling & Exploration Company (Odeco) en omgedoopt naar Ocean Zephyr I. Vanaf 1984 werd het ingezet voor Petrobras als halfafzinkbaar productieplatform in het Campos-bekken waar het produceerde uit achtereenvolgens het Viola-veld, het Coral-veld en Estrela do Mar-veld en in het Santos-bekken uit het Tiro-veld en Sídon-veld.
In 1997 werd het overgenomen door Petroserv Marine als Atlantic Zephyr.

## Zephyr-klasse
| Naam        | Werf                              | Jaar             | IMO-nummer |
| ----------- | --------------------------------- | ---------------- | ---------- |
| Zephyr I    | Bethlehem Steel Beaumont, 4875    | mei 1973         | 8753378    |
| Ocean Scout | Bethlehem Steel Key Highway, 4008 | 10 december 1973 | 8753249    |
| Zephyr II   | Bethlehem Steel Beaumont, 4881    | 1974             | 8755895    |
| Margie      | Marathon LeTourneau Singapore, 70 | februari 1974    | 8752441    |